# Frithjof von Hammerstein-Gesmold
Frithjof Ludwig Wilhelm Freiherr von Hammerstein-Gesmold (* 20. August 1870 in Halberstadt; † 21. Januar 1944 in Hildesheim) war ein deutscher Generalmajor und Ritter der Ordens Pour le Mérite.

## Leben

### Herkunft
Frithjof war ein Sohn des preußischen Generalmajor Emil von Hammerstein-Gesmold (1827–1894) und dessen Ehefrau Ingeborg, geborene Freiin Marschalck von Bachtenbrock (1845–1910) und gehörte dem Adelsgeschlecht der Freiherren von Hammerstein in Gesmold an. Sein älterer Bruder Karl (1866–1932) wurde Landrat im Kreis Zeven und Mitglied des Provinziallandtages Hannover.

### Militärkarriere
Nach seinem Abitur trat Hammerstein am 22. März 1889 als Fahnenjunker in das Königin Augusta Garde-Grenadier-Regiment Nr. 4 der Preußischen Armee ein und avancierte Ende September 1890 zum Sekondeleutnant. Zur weiteren Ausbildung absolvierte er 1897/1900 die Kriegsakademie, stieg zwischenzeitlich zum Oberleutnant auf und war ab Mitte Dezember 1902 als Erzieher an das Kadettenhaus in Potsdam kommandiert. Ab Mitte September 1904 versah Hammerstein wieder Dienst in seinem Stammregiment, wurde am 18. Juli 1905 Hauptmann sowie am 22. März 1906 zum Kompaniechef ernannt. Am 27. Januar 1913 erfolgte seine Versetzung als Adjutant der 15. Division nach Köln. In dieser Stellung wurde er am 19. Juli 1913 Major und als solcher am 1. Oktober 1913 Adjutant beim Generalkommando des VIII. Armee-Korps in Koblenz.
In dieser Eigenschaft nahm Hammerstein nach dem Beginn des Ersten Weltkriegs an der Besetzung des neutralen Großherzogtums Luxemburg sowie den Schlachten bei Neufchâteau und Sedan teil. Mit der Ernennung zum Kommandeur des I. Bataillons im Infanterie-Regiment „von Goeben“ (2. Rheinisches) Nr. 28 kehrte er am 6. September 1914 in den Truppendienst zurück. Nach der Schlacht an der Marne und dem Rückzug beteiligte er sich an den Stellungskämpfen in der Champagne. Dabei wurde Hammerstein zweimal verwundet. Im Mai 1915 wurde sein Regiment nach Nordfrankreich verlegt und kam in der Schlacht bei Arras zum Einsatz. Hammerstein wurde am 1. Dezember 1915 zum Kommandeur des I. Bataillons im Infanterie-Regiment „von Borcke“ (4. Pommersches) Nr. 21 ernannt, mit dem er im September 1916 während des Feldzuges gegen Rumänien an der Eroberung der Festung Tutrakan wirkte. Nachdem er bereits beide Klassen des Eisernen Kreuzes erhalten hatte, wurde ihm dafür das Ritterkreuz des Königlichen Hausordens von Hohenzollern mit Schwertern verliehen.
Am 1. Oktober 1916 wurde Hammerstein zum Kommandeur des 1. Masurischen Infanterie-Regiments Nr. 146 ernannt. Durch sein Eingreifen im Cerna-Bogen an der Mazedonischen Front konnte er Mitte des Monats die rückläufige Bewegung der verbündeten bulgarischen Truppen zum Stehen bringen und in den beiden folgenden Monaten die Angriffe der Entente abwehren. Der amtliche deutsche Heeresbericht berichtete zu den Ereignissen vom 6. Dezember: „Bei Trnava östl. der Cerna warfen das bewährte Masurische Inf. Rgt. 146 und bulgarische Kompanien die Serben aus der Stellung, in die sich diese vorgestern eingenistet hatten. 6 Offizier und 50 Mann wurden gefangengenommen“. Nachdem die Kampfhandlungen in seinem Frontabschnitt zurückgegangen waren, konnte er seine Stellungen weiter sichern und ausbauen. Erst im April und Mai 1917 war sein Regiment wieder in die Kämpfe westlich von Monastir eingebunden. Im Frühjahr 1918 wurde Hammerstein mit seinem Regiment nach Palästina verlegt, um sich an der dortigen Front an der Zweiten Jordanschlacht zu beteiligen. Dann lag es als Reserve der 4. Osmanischen Armee bei Salt und Hammerstein erkrankte Anfang Juli schwer an Typhus. Nachdem er Mitte des Monats zum Oberstleutnant befördert worden war, konnte er Mitte September wieder sein Kommando übernehmen und sich nach der Schlacht bei Megiddo bei den Rückzugskämpfen als Nachhutführer besonders bewähren. Sein Kommandierender General Otto Liman von Sanders reichte ihn daraufhin zur Verleihung des Ordens Pour le Mérite ein. In Anerkennung verlieh Kaiser Wilhelm II. ihm am 1. November 1918 die höchste preußische Tapferkeitsauszeichnung. Nach dem Tod von Oberst Gustav von Oppen Ende Oktober 1918 übernahm er die Führung des Asien-Korps.
Nach dem Waffenstillstand von Compiègne kehrte Hammerstein im Februar 1919 nach Deutschland zurück und übernahm zunächst das Kommando über das Freiwilligen-Regiment 59. Im Juni 1919 wurde er Kommandeur der Freikorps-Brigade „Olita“ in Arys, mit der er sich an den Grenzschutzkämpfen beteiligte. Zum 1. Oktober 1919 wurde Hammerstein in die Vorläufige Reichswehr übernommen und beim Stab des Reichswehr-Infanterie-Regiments 12 verwendet, bevor man ihn im Februar 1920 zum Kommandeur dieses Verbandes ernannte. Im Zuge der Verringerung der Armee trat er am 1. Oktober 1920 unter Beförderung zum Oberst zum Stab des Infanterie-Regiments 6 und vom dort am 1. Januar 1921 zum Stab des Infanterie-Regiments 2 über. Er war vom 1. April 1922 bis zum 31. März 1923 Kommandant des Truppenübungsplatzes Munster und wurde anschließend unter Verleihung des Charakters als Generalmajor aus dem Dienst verabschiedet.
Er gehörte der paramilitärischen Organisation „Stahlhelm“ als Führer des Gaus Hildesheim an und nahm Anfang der 1920er Jahre an paramilitärischen Operationen im Ruhrgebiet gegen die Weimarer Republik teil. Anlässlich des 25. Jahrestages der Schlacht bei Tannenberg am 27. August 1939, dem sogenannten „Tannenbergtag“, wurde ihm der Charakter als Generalleutnant des Heeres der Wehrmacht verliehen.
Sein Nachlass befindet sich im Bundesarchiv in Freiburg im Breisgau.

### Familie
1920 heiratete er Ilse von Lüneburg (1882–1968), die Witwe von Albrecht Freiherr von Hammerstein-Equord (1863–1911). Sie war eine Tochter von Hans von Lüneburg (1848–1926) auf Uetze und Auguste, geborene von der Decken.